# استیو کر
استیو کر (انگلیسی: Steve Kerr؛ زاده ۲۷ سپتامبر ۱۹۶۵) مربی و بازیکن سابق بسکتبال اهل ایالات متحده آمریکا است.
استیو کر در کارنامه خود سابقه ۸ بار قهرمانی در لیگ (NBA (National Association Basketball را دارد که از این تعداد ۵ بار به عنوان بازیکن و ۳ بار هم به عنوان مربی به این قهرمانی‌ها دست یافته‌است.
استیو کر در زمان بازیگری ۳ بار با تیم رؤیایی شیکاگو بولز و به همراه مایکل جوردن در دهه ۹۰ میلادی به عنوان قهرمانی رسید و ۲ بار هم به همراه تیم سن آنتونیو اسپورز به این عنوان رسیده‌است. استیو کر از سال ۲۰۱۵ تا ۲۰۲۲ چهار بار با تیم گلدن استیت واریرز به قهرمانی رسیده‌است. علاوه‌براین، کر مربی تیم ملی مردان ایالات متحده بود که در المپیک 2024 پاریس به مدال طلا دست یافت.
در سال ۱۹۹۷ و در فینال مسابقات NBA شیکاگو بولز در برابر یوتا جاز ۶ بار به میدان رفت و در بازی ششم شوت ۲ امتیازی استیو کر زمانی که ۳ بازیکن مایکل جوردن را مهار کرده بودند باعث شد تا سرنوشت بازی به نفع شیکاگو تغییر کند.
در این بازی تیم شیکاگو بولز رؤیایی با اسکاتی پیپن، دنیس رادمن و مایکل جردن افسانه ای در برابر تیم یوتا جاز کارل مالون به پیروزی رسید تا در نهایت با نتیجه ۴–۲ از جمع ۶ بازی به مقام قهرمانی در آن سال دست یابد.